# سیل ۱۳۹۷ شمال ایران
سیل مهر ۱۳۹۷ شمال ایران از روز جمعه ۱۳ مهر با بارندگی شدید آغاز شد و در شهرهای استان‌های خراسان شمالی، مازندران، گلستان و گیلان جاری گردید. بارش‌های شدید باران موجب جاری شدن سیل شد و بر اثر آن دست‌کم ۹ نفر جان خود را از دست دادند. بارندگی شدید و آبگرفتگی معابر و طغیان رودخانه‌ها تا سومین روز در گیلان ادامه داشت.

## مناطق سیل‌زده
سیل در شهرهای رامسر، نوشهر، تنکابن، چالوس، علی‌آباد، گرگان، بندر گز، تالش، فومن، صومعه‌سرا، فریدون‌کنار، رضوان‌شهر، آمل، بابل، بابلسر، بهشهر، جویبار، قائم‌شهر، گلوگاه، ساری و نکا جاری شده و خساراتی به بارآورده است. همچنین سیل روز شنبه به بخش‌هایی از شهرستان‌های شیروان و «راز و جرگلان» در خراسان شمالی خسارتی زده‌است.

## علت
سیل به دنبال بارش سنگین باران به مدت حدود یک روز به وقوع پیوست. بیشترین بارش در شهرهای رامسر، رودسر، تنکابن و نوشهر رخ داد. بارش شدید باران در برخی مناطق به همراه وزش بادهای شدید بود، بطوری که شهرهای رامسر و تنکابن وضع بحرانی دارند.

## تلفات
در اثر این سیل دست‌کم ۹ نفر - ۶ نفر در مازندران، ۲ نفر در گیلان و یک نفر در خراسان شمالی - جان خود را از دست دادند، از جمله دو نفر از استان مازندران بر اثر اصابت صاعقه کشته شدند و ده‌ها نفر نیز مجروح شدند. یک کودک نیز در گیلان مفقود است.

## خسارات
بارش شدید باران باعث تخریب پل موسی‌آباد در کمربندی نوشهر – چالوس گردید. همین‌طور در رامسر سیل باعث تخریب چند پل و تأسیسات شهری و قطع شبکه مخابرات شده‌است. در شهر تنکابن سطح آب تا سقف خودروها رسیده‌است.